# Glob cu zăpadă

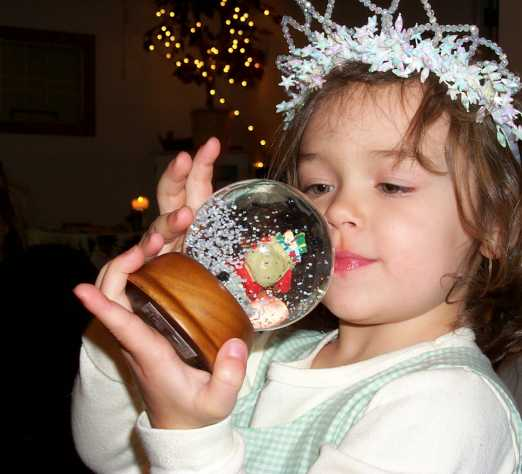
Glob de zăpadă ținut de o fată

Un glob de zăpadă sau glob cu zăpadă este o sferă transparentă, de obicei din sticlă, care conține o scenă miniaturizată de un anumit fel, de cele multe ori împreună cu un peisaj. Sfera conține și apă care servește ca mediu prin care zăpada cade. Pentru a activa apariția zăpezii, globul trebuie scuturat pentru a se produce particule albe. Globul este apoi plasat în poziția sa și fulgii de zăpadă cad încet prin apă. Globul de zăpadă poate conține și o casetă muzicală care redă de obicei un colind de Crăciun.

## Istorie
Rădăcinile acestei invenții sunt clare în Europa, spre sfârșitul secolului al 19-lea.
Cea mai veche și cunoscută descriere a unui obiect care semăna cu un glob de zăpadă este un document din 1880 denumit "U.S. Commissioners report" care descrie expoziția de la Paris din anul 1878. Atunci și acolo, o companie locală care producea sticlă a prezentat câteva greutăți de sticlă, goale la interior și umplute cu apă care conțineau un om cu o umbrelă. Aceste obiecte conțineau și o pudră albă care imita zăpadă atunci când greutațile erau agitate.
Totuși, primul patent îi aparține lui Erwin Perzy în anul 1900. 
Acesta deținea o firmă de instrumentar medical la marginea Vienei și a primit o cerere de la un chirurg local să îmbunătățească noul bec inventat de Thomas Edison pentru a-l face mai luminos.
Perzy a umplut un glob de sticlă cu apă și la așezat în fața unei lumânări, în același timp presărând mici bucăți de material sclipitor pentru a obtine o luminozitate mai bună.

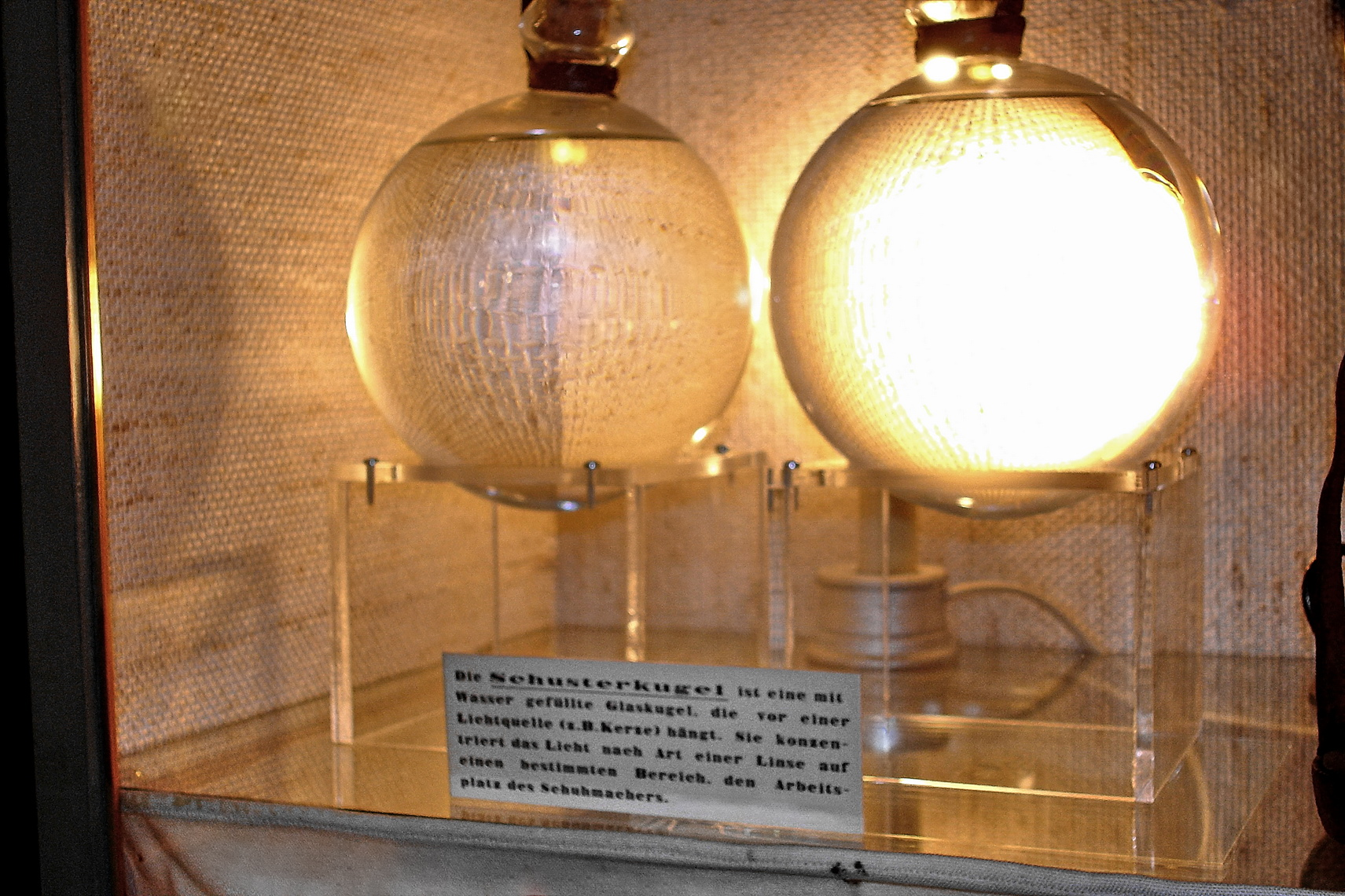
Glob luminos

Deoarece materialul sclipitor se scufunda prea repede și astfel creșterea de luminozitate nu era constantă în timp, Perzy a încercat diferite materiale printre care și particule de griș.
Nici acestea nu au funcționat prea bine dar impresia acestor particule mici și albe care pluteau prin globul de sticlă i-au adus acestuia aminte de efectul de ninsoare. Prin urmare acesta a patentat imediat obiectul creat.
Globul de zăpadă a devenit foarte popular printre oamenii instăriți din Viena și Austria încât a fost premiat oficial de împaratul Franz Joseph I.
Revoluția industrială a ajutat popularitatea globului de zăpadă. Familiile din clasa superioară și de mijloc, care dobandiseră o noua prosperitate au început să colecționeze obiecte complexe și de artă pe care le expuneau în casă.
Treptat veștile despre popularitatea globului au ajuns și în America. 
Astfel, în 1927, Joseph Garaja din Pittsburgh, a patentat primul glob de zăpadă din America. Acesta a introdus o metodă inovativă de asamblare sub apa pentru globul de zăpadă reducând astfel costurile de producție și transformând astfel globul de zăpadă într-un produs accesibil tuturor.
In anii 1950 noi inovații au transformat globul de zăpadă: materialul sclipitor a fost înlocuit cu particule de plastic iar un amestec de apă și glycol asigura o viteză de cadere a fulgilor mult redusă.

## Galerie de imagini

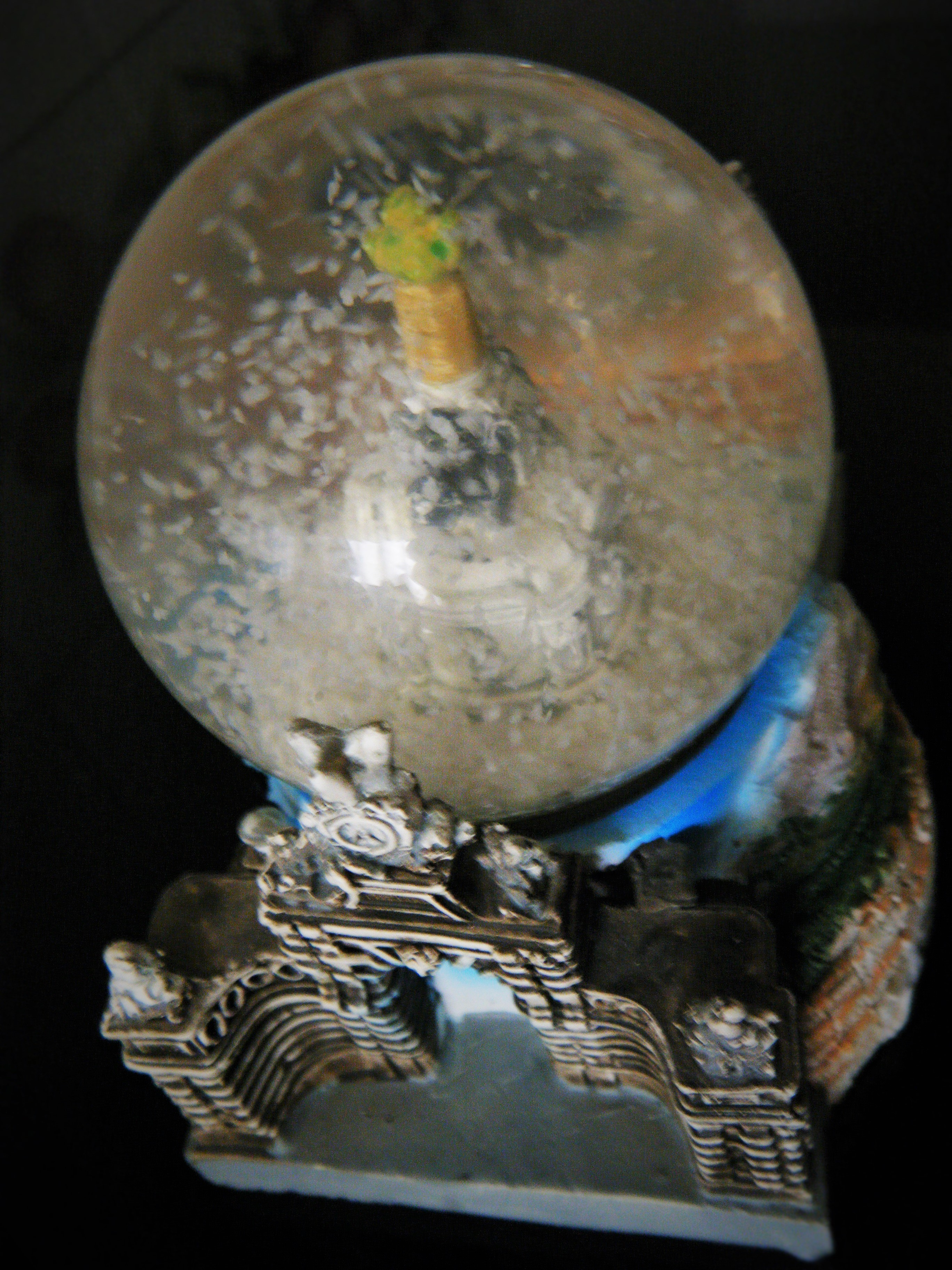
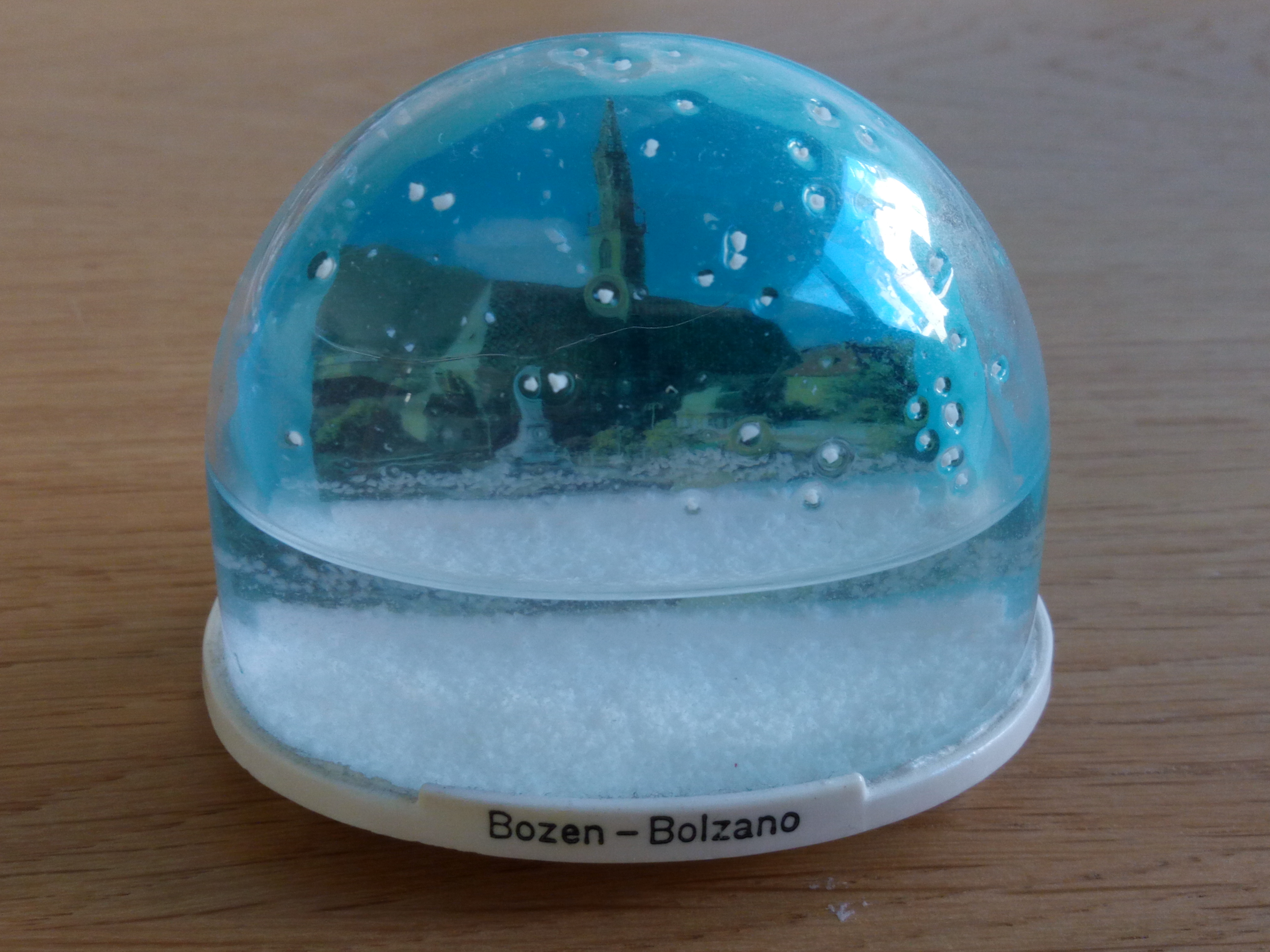
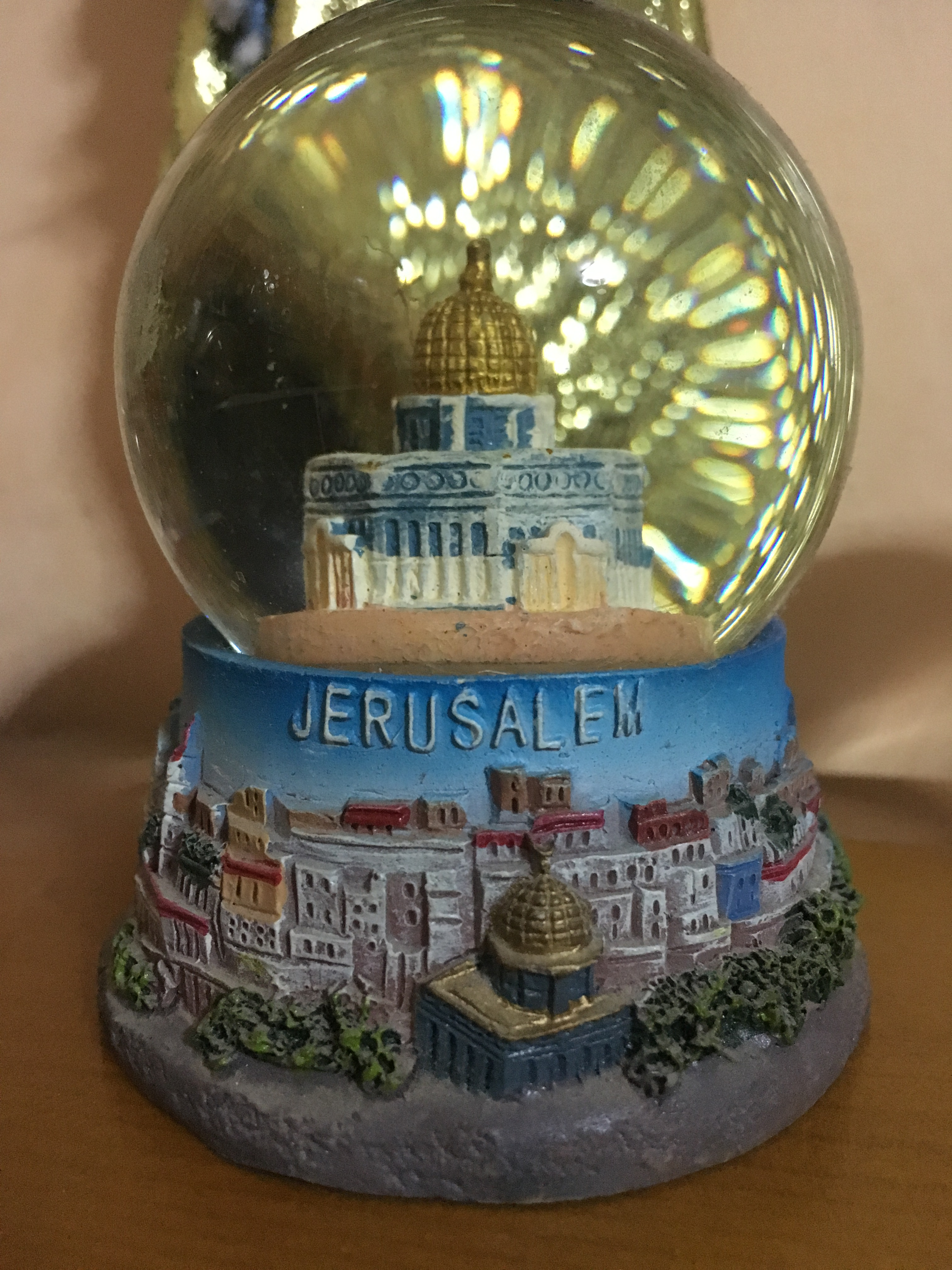
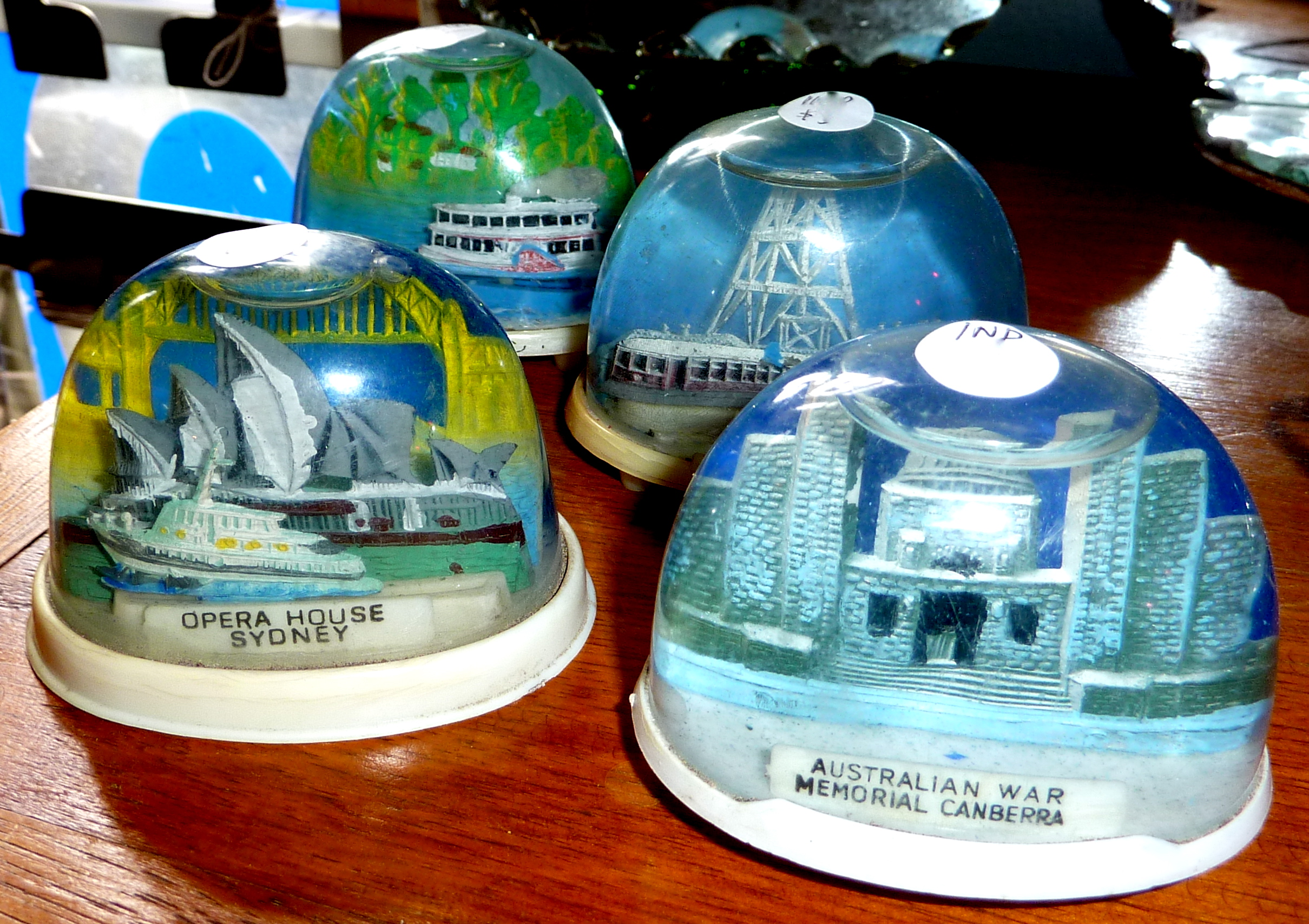